# Łukasz Piszczek
Pour les articles homonymes, voir Piszczek.
Łukasz Piszczek (prononcer /ˈwukaʂ ˈpiʂtʂɛk/), né le 3 juin 1985 à Czechowice-Dziedzice en Pologne, est un footballeur international polonais. Il occupe actuellement le poste d'arrière latéral droit au LKS Goczałkowice-Zdrój, mais peut évoluer sur tout son côté, ayant été attaquant à ses débuts.

## Biographie
Łukasz Piszczek commence le football au LKS Goczałkowice-Zdrój, club voisin de sa ville natale, Czechowice-Dziedzice. En 2001, il part au Gwarek Zabrze, qui joue dans l'ombre du grand Górnik. À Zabrze, il ne joue que dans les équipes de jeunes, et remporte en 2003 le championnat junior polonais. Attirant les regards, il choisit de rester une saison de plus.

### Carrière en club

#### Prêt par Berlin au Zagłębie Lubin
En 2004, il est acheté par le Hertha Berlin, puis prêté immédiatement pour trois ans au Zagłębie Lubin.

#### Ses débuts en Allemagne
Il a inscrit son premier but avec Berlin le 26 avril 2008 face à Hanovre, grâce à une belle frappe enroulée lors de la 30e journée, permettant à son club de décrocher le point du match nul.

#### Un nouveau tournant au Borussia Dortmund

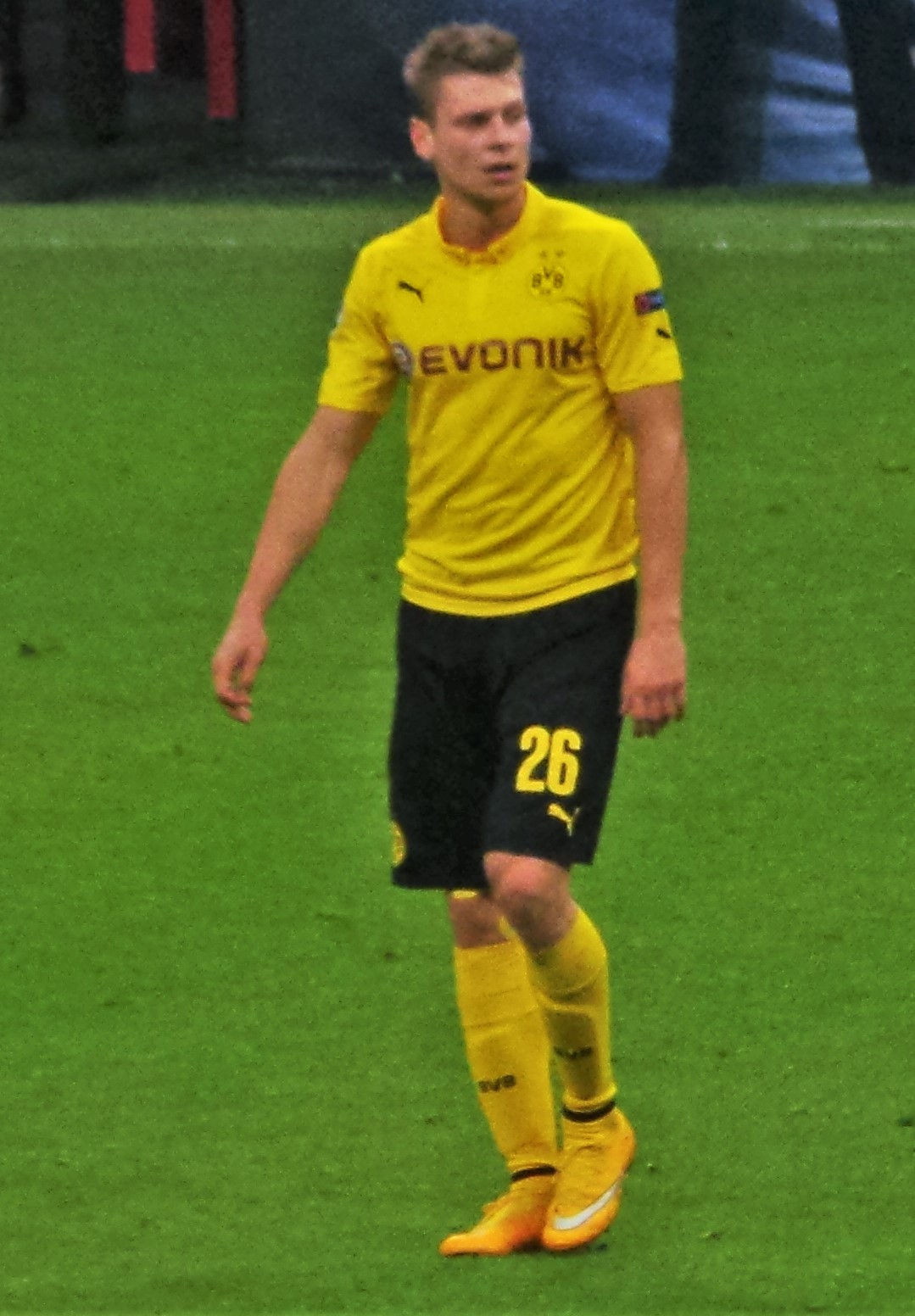
En 2014 avec le Borussia Dortmund.

Le 19 mai 2010, alors qu'il est libre, il signe un contrat de trois ans avec le Borussia Dortmund,. Il est engagé pour concurrencer Patrick Owomoyela, le titulaire au poste. Ce dernier étant blessé dès le début de saison, Piszczek enchaîne les matches européens et de championnat, et trouve rapidement le rythme d'un prétendant au titre. Bon défensivement, il apporte aussi en montant sur son côté (gauche ou droit), et trouve régulièrement Shinji Kagawa ou Lucas Barrios, leur décernant au total sept passes décisives au cours de la saison 2010-2011. Cette année-là, le Borussia Dortmund et sa défense de fer (22 buts encaissés en 34 journées seulement) remporte le titre de Champion. Au Borussia Dortmund, il joue défenseur droit. L'année suivante, il est à nouveau l'un des grands artisans du doublé coupe-championnat de son club. Lors de la Ligue des champions de l'UEFA 2012-2013 il se hisse en finale avec son équipe qu'il perd 2-1 face au Bayern Munich.
En mai 2021, Łukasz Piszczek quitte le Borussia Dortmund, club où il aura joué pendant onze ans. Il déclare alors qu'il prend sa retraite, à 35 ans.

### Carrière en sélection
Le 3 février 2007, il honore sa première sélection avec l'équipe nationale de Pologne contre l'Estonie. Il entre en jeu à la place de Jakub Wawrzyniak lors de cette rencontre remportée par son équipe sur le score de quatre buts à zéro.
Le 5 juin 2008, le sélectionneur de l'Équipe de Pologne, Leo Beenhakker, le retient parmi l'effectif de vingt-trois joueurs appelé à participer à l'Euro 2008, en remplacement de Jakub Błaszczykowski, blessé au biceps du fémur lors d'un entraînement.
Piszczek inscrit son premier but avec la Pologne le 22 mars 2013, contre l'Ukraine. Son équipe s'incline toutefois par trois buts à un ce jour-là.
Après 65 sélections, il décide de prendre sa retraite internationale le 4 août 2018, marqué par une Coupe du monde 2018 décevante où la Pologne, tête de série, a été éliminée dès la phase de groupes.

### Statistiques
| Saison                | Club                  | Championnat           | Championnat | Championnat | Coupe(s) nationale(s) | Coupe(s) nationale(s) | Supercoupe | Supercoupe | Compétition(s) continentale(s) | Compétition(s) continentale(s) | Compétition(s) continentale(s) | Total | Total |
| Saison                | Club                  | Division              | M.          | B.          | M.                    | B.                    | M.         | B.         | Comp.                          | M.                             | B.                             | M.    | B.    |
| 2004-2005             | Zagłębie Lubin (prêt) | Ekstraklasa           | 11          | 2           | -                     | -                     | -          | -          | -                              | -                              | -                              | 11    | 2     |
| 2005-2006             | Zagłębie Lubin (prêt) | Ekstraklasa           | 28          | 1           | 8                     | 1                     | -          | -          | -                              | -                              | -                              | 36    | 2     |
| 2006-2007             | Zagłębie Lubin (prêt) | Ekstraklasa           | 30          | 11          | 1                     | 0                     | -          | -          | C3                             | 2                              | 0                              | 33    | 11    |
| Sous-total            | Sous-total            | Sous-total            | 69          | 14          | 9                     | 1                     | -          | -          | -                              | 2                              | 0                              | 80    | 15    |
| 2007-2008             | Hertha Berlin         | Bundesliga            | 24          | 1           | 2                     | 0                     | -          | -          | -                              | -                              | -                              | 26    | 1     |
| 2008-2009             | Hertha Berlin         | Bundesliga            | 13          | 0           | 2                     | 0                     | -          | -          | C3                             | 4                              | 3                              | 19    | 3     |
| 2009-2010             | Hertha Berlin         | Bundesliga            | 31          | 2           | 2                     | 0                     | -          | -          | C3                             | 9                              | 1                              | 42    | 3     |
| Sous-total            | Sous-total            | Sous-total            | 68          | 3           | 6                     | 0                     | -          | -          | -                              | 13                             | 4                              | 87    | 7     |
| 2010-2011             | Borussia Dortmund     | Bundesliga            | 33          | 0           | 1                     | 0                     | -          | -          | C3                             | 7                              | 0                              | 41    | 0     |
| 2011-2012             | Borussia Dortmund     | Bundesliga            | 32          | 4           | 6                     | 0                     | 1          | 0          | C1                             | 6                              | 0                              | 45    | 4     |
| 2012-2013             | Borussia Dortmund     | Bundesliga            | 29          | 2           | 4                     | 0                     | 1          | 0          | C1                             | 12                             | 0                              | 46    | 2     |
| 2013-2014             | Borussia Dortmund     | Bundesliga            | 19          | 3           | 4                     | 0                     | -          | -          | C1                             | 6                              | 0                              | 29    | 3     |
| 2014-2015             | Borussia Dortmund     | Bundesliga            | 22          | 0           | 2                     | 0                     | 1          | 0          | C1                             | 5                              | 0                              | 30    | 0     |
| 2015-2016             | Borussia Dortmund     | Bundesliga            | 20          | 0           | 6                     | 1                     | -          | -          | C3                             | 12                             | 1                              | 38    | 2     |
| 2016-2017             | Borussia Dortmund     | Bundesliga            | 25          | 5           | 5                     | 0                     | -          | -          | C1                             | 9                              | 0                              | 39    | 5     |
| 2017-2018             | Borussia Dortmund     | Bundesliga            | 24          | 0           | 1                     | 0                     | 1          | 0          | C1+C3                          | 2+3                            | 0+0                            | 31    | 0     |
| 2018-2019             | Borussia Dortmund     | Bundesliga            | 20          | 1           | 1                     | 0                     | -          | -          | C1                             | 5                              | 0                              | 26    | 1     |
| 2019-2020             | Borussia Dortmund     | Bundesliga            | 22          | 1           | 2                     | 0                     | 1          | 0          | C1                             | 5                              | 0                              | 30    | 1     |
| 2020-2021             | Borussia Dortmund     | Bundesliga            | 10          | 0           | 4                     | 0                     | 1          | 0          | C1                             | 3                              | 1                              | 18    | 1     |
| Sous-total            | Sous-total            | Sous-total            | 258         | 16          | 36                    | 1                     | 6          | 0          | -                              | 75                             | 2                              | 375   | 19    |
| Total sur la carrière | Total sur la carrière | Total sur la carrière | 396         | 33          | 51                    | 2                     | 6          | 0          | -                              | 90                             | 6                              | 543   | 41    |

## Palmarès
Zagłębie Lubin
- Champion de Pologne : 2007

 Borussia Dortmund
- Champion d'Allemagne : 2011 et 2012
- Vainqueur de la Coupe d'Allemagne :  2012, 2017 et 2021
- Vainqueur de la Supercoupe d'Allemagne  :  2019
- Finaliste de la Coupe d'Allemagne : 2014 2015 et 2016
- Finaliste de la Ligue des champions : 2013

## Distinctions personnelles
- Meilleur latéral droit du championnat d'Allemagne : 2016[9]